# Kol ha-am
Kol ha-am (hebrejsky קול העם, doslova Hlas národa) byl hebrejský psaný deník vycházející v mandátní Palestině a v Izraeli v letech 1947-1975.
Za vznikem deníku stála komunistická strana Maki. Ta do té doby vydávala pouze stranický týdeník. Od roku 1947 byla šéfredaktorkou listu izraelská komunistická politička Ester Vilenska. Strana vydávala i arabskojazyčný list al-Ittihad. List Kol ha-am zanikl v roce 1975.